# Captain Murphy (album)
Captain Murphy är gruppen Captain Murphys självbetitlade och debutalbum som gavs ut i april 2004.

## Låtlista
Alla låtar är skrivna av Sonny Boy Gustafsson om inget annat anges.
1. Hermit Bop - 2.32
2. The Prodigal Son - 3.43
3. Mojo Workin' Mama - 3.07
4. Diamonds And Daggers (Johnny Borgström, Fruttas Eriksson, Victor Hvidfeldt, Sonny Boy Gustafsson) - 2.56
5. I'm A What - 3.55
6. Hello Policeman - 2.43
7. The Curse Called Home - 3.51
8. Daddy Can Dance - 3.17
9. Too Tired Blues - 3.06
10. Sailor Behaviour - 2.49
11. Shine On Me - 3.28
12. Plese Be Evil Lady Boll Weevil - 4.40

## Medverkande
- Sonny Boy Gustafsson - ledande sång, gitarr
- Johnny Borgström - basgitarr, sång
- Victor Hvidfeldt - gitarr, sång
- Fruttas Eriksson - trummor, sång